# Успенский собор (Астрахань)
Собор Успения Пресвятой Богородицы (Успе́нский собо́р) — православный храм в Астрахани, кафедральный собор Астраханской епархии Русской православной церкви. Расположен на территории Астраханского кремля.
Построен в 1699—1710 годы под руководством каменных дел мастера Дорофея Мякишева; строительство курировал митрополит Сампсон.
Успенский собор считается одним из лучших образцов русского церковного зодчества начала XVIII века и является единственным из сохранившихся в России архитектурных храмовых комплексов, где храм и Лобное место соединены.

## История

### Первый храм (деревянный)
Первый собор в Астрахани, деревянный и очень небольшой, построен на этом месте в 1568 году игуменом Кириллом и освящён в честь Сретения Владимирской иконы Божией Матери. Причиной этому послужила одноимённая икона, присланная с игуменом царём Иоанном Грозным в благословение новому городу Астрахани, заложенному на новом месте в 1558 году.

### Второй храм (каменный)
По мере роста города Астрахани маленький собор не мог выполнять возлагаемых на него функций. И по благословению первого российского патриарха Иова в начале 90-х годов XVI века в Астрахань был послан игумен Феодосий с поручением построить новую «соборную и апостольскую церковь».
Новый храм из камня у восточной стены кремля был закончен в 1602 году. Назван он был в честь Успения Божией Матери. Возможно, причиною тому был особый статус Астрахани, бывшей третьим по числу царством в титуле московских царей. И так как Астрахань считалась «младшей сестрой» царского града Москвы, именовавшегося «домом Пресвятой Богородицы», то и она получала подобный титул, и главный соборный храм её также получал наименование подобно московскому Успенскому собору. В соответствии с этим и икона Владимирской иконы Божией Матери, хранившаяся до этого в старом Сретенском соборе, была перенесена в новый Успенский и была поставлена здесь подобно тому, как в Московском Успенском соборе стояла чудотворная Владимирская икона.

### Строительство современного собора
К концу XVII века Успенский собор стал ветшать. Бывший в то время Астраханский митрополит Савватий стал собирать средства на строительство нового собора. Митрополиту удалось собрать пожертвований на сумму в 10000 рублей, но первого июля 1696 года он скончался, и собранные им деньги были взяты в гражданское ведомство. Новый Астраханский митрополит Сампсон получил из этих денег только 3996 рублей, которыми он смог расплатиться за разборку старого собора и за материалы, приготовленные для строительства нового. Архипастырь обратился за помощью к царю Петру Алексеевичу, которому писал в 1698 году. Поддержки от правительства получено не было, но митрополиту удалось привлечь внимание местного купечества, пожертвования на новый собор были велики, об этом свидетельствует сам вид храма.
Для строительства храма митрополитом Сампсоном было нанято тридцать человек каменщиков во главе с крепостным зодчим Дорофеем Мякишевым. 1 октября 1699 года началось строительство нового собора. Как сообщает «Ключаревская летопись»:
… а сего 25 числа поступили 30 человек каменщиков класть соборную нынешнюю церковь 1699 года, октября месяца. Плата им каждому по 13 рублей на хлебе и на харчах, и продолжалось строение 12 лет. Архитектором или мастером при сем прочном и лепном здании через все то время был крепостной зодчий Дорофей Минеев сын Мякишев.

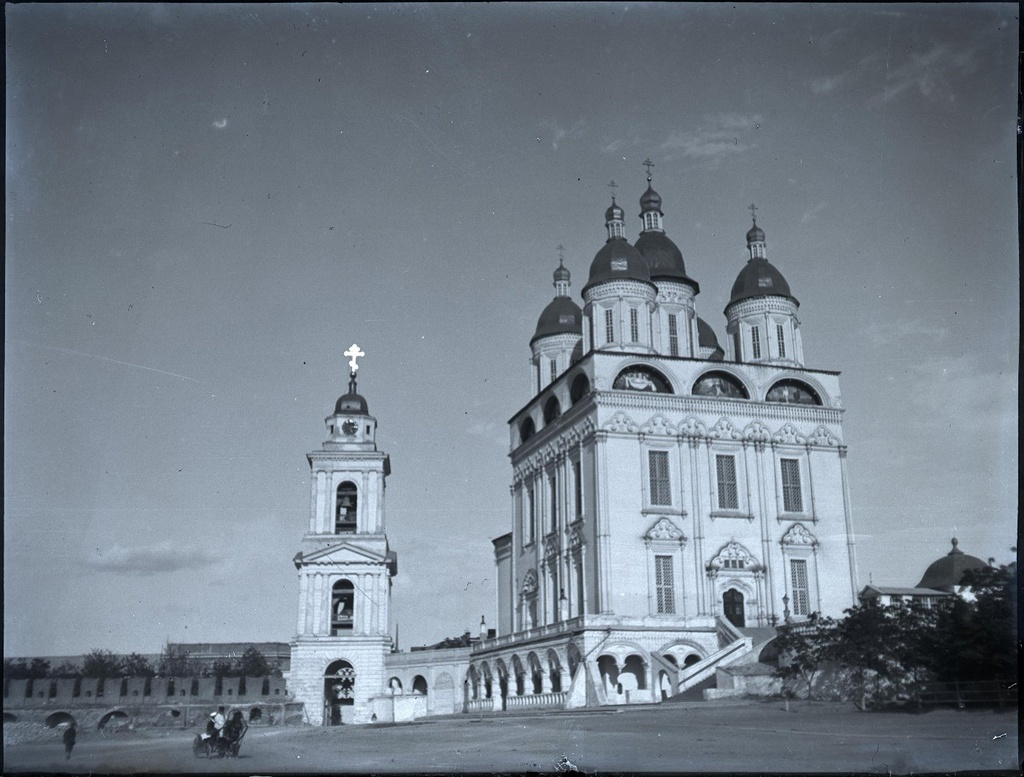
Успенский собор со старой Варвациевской колокольней. 1897 г.

Вначале зодчий мыслил сделать собор с одним большим куполом, но при строительстве собора в 1702 году вследствие поспешности кладки или недостаточной прочности связей обрушился свод храма, и вместо одного огромного купола было возведено пять, что, несомненно, придало храму другой вид.
С 1705 до 1706 года в Астрахани проходил так называемый стрелецкий «свадебный» бунт — одно из крупнейших городских антиправительственных восстаний в России, которое приостановило ход работ, так как многие каменщики, землекопы и колодники тогда присоединились к восставшим.
В 1707 г. нижний храм был освящён в честь Владимирской иконы Божией Матери. В 1708 году в нижнем храме был возобновлён придел во имя Святителей Афанасия и Кирилла Александрийских.
В 1709 году вследствие сильного пожара обгорели соборные главы на почти законченном соборе.
Основные каменные работы по возведению собора завершились к 1710 году.
Верхний главный храм был освящён 14 августа 1710 года.
В 1800 году в нижнем храме с южной стороны был устроен ещё один придел во имя Святых Платона и Петра (в 1864 году переименован во имя Равноапостольных Кирилла и Мефодия).
В 1819 году в дар собору были переданы серебряные царские врата, изготовленные в Санкт-Петербурге мастером Феодором Штанде.
В 1859—1861 годах иконы в иконостасе были возобновлены живописью мастерами-иконописцами, приехавшими из Троице-Сергиевой лавры и работавшими на пожертвования купца М. М. Башкина.

### Собор в XX веке
К 1910 году вместо старой Варвациевской колокольни рядом с собором была построена новая Пречистенская надвратная колокольня.

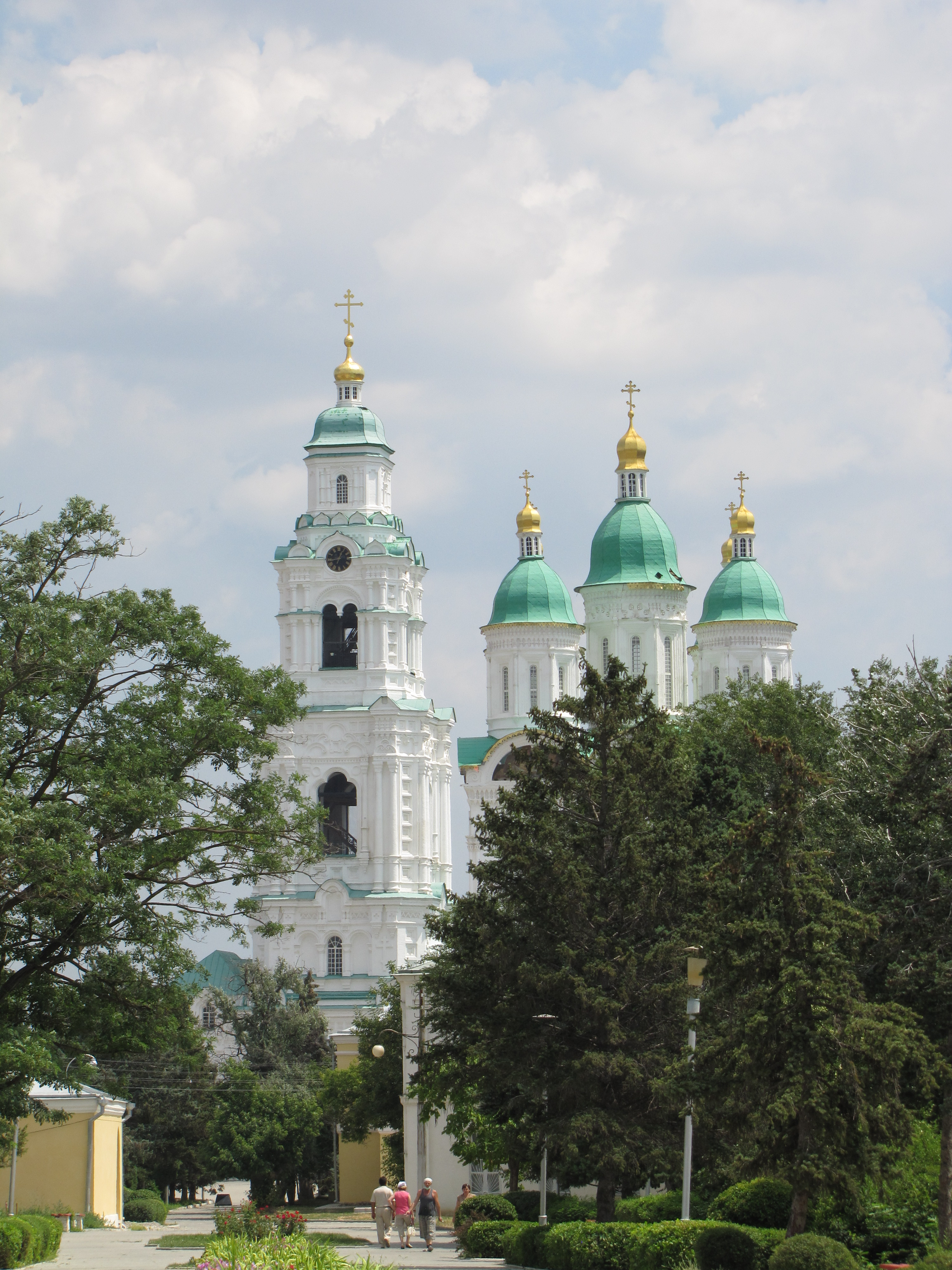
Астрахань. Успенский собор и надвратная колокольня.

После установления власти большевиков в Астрахани собор был закрыт в январе 1918 году для богослужений до конца 1919 года. В церкви неоднократно проводились обыски, постепенно было вынесено всё церковное имущество. Большая часть православных реликвий была изъята в 1920-е годы. В 1929 году стоял вопрос об уничтожении Успенского собора, но решение было пересмотрено в пользу переустройства для других нужд. В итоге облик Успенского собора был изуродован — в 1931 году сожжён уникальный восьмиярусный иконостас, уничтожены соборные иконы; галерея была разрушена в 1930-х годах. Собор в дальнейшем использовался не по назначению: склад боеприпасов, казармы для военнослужащих, музей краеведения. С 1958 года собор и часть зданий астраханского кремля была передана в ведение Управления культуры облисполкома, около 1970 года была проведена реставрация собора. В 1974 году собор был передан Астраханскому краеведческому музею.
После падения советской власти в соборе в день празднования Рождества Христова 7 января 1992 года в нижнем храме прошло первое богослужение после долгого перерыва.
Успенский собор в Астрахани постепенно реставрировали: восстановление прошли настенная живопись и потолок с лепниной, был установлен новый иконостас.

В дореволюционные годы в соборе находилось много православных святынь, большинство из которых на сегодня утеряно.
Самой дорогой для астраханцев была могила митрополита Астраханского священномученика Иосифа, зверски убитого восставшими разинцами в 1671 году.
Сохранилась рака с мощами сщмч. Иосифа митр. Астраханского, мощи которого в 1708 перезахоронили в нижнем храме нового собора. В 1918 г. на Поместном соборе Иосиф был причислен к лику святых.
Кроме захоронений астраханских святителей, в нижнем храме собора находятся гробницы двух грузинских царей XVIII века: Вахтанга VI и Теймураза II.
В 2009 году совершили великое освящение верхнего храма Успенского собора.